# Al-Khader
Al-Khader, en arabe : الخضر, est une ville du gouvernorat de Bethléem en Palestine, située à 5 km à l'ouest de Bethléem, en Cisjordanie.
Selon le recensement du bureau central palestinien des statistiques, la localité compte une population de 11 960 habitants en 2017.

## Conflit israélo-palestinien
La ville est régulièrement visée par des raids meurtriers de l'armée israélienne.

## Monuments
- Monastère Saint-Georges d'Al-Khader